# 정치경제학

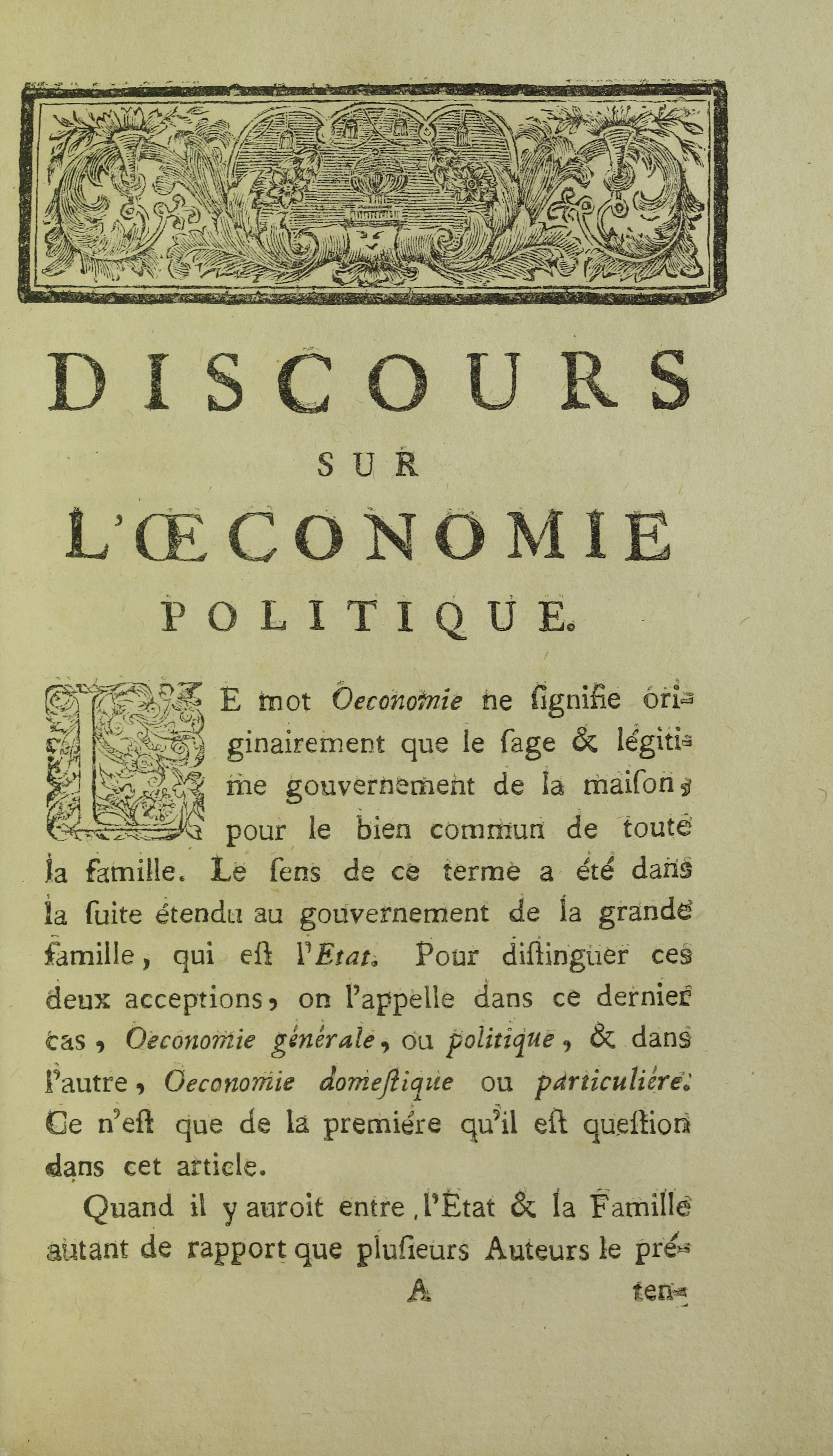
Jean-Jacques Rousseau, Discours sur l'oeconomie politique, 1758

정치경제학(政治經濟學, political economy)은 원래 생산, 매입과 매각 행위, 그리고 이들 행위들이 각각 법, 관습과 정부와 맺는 관계를 연구하는 학문을 일컬었다. 이는 18세기 당시 국가 경제를 연구하면서 발달하였다. 국가는 "정치 주체"라고도 불리는데 정치경제학이라는 단어에서는 "정치"는 이에 유래한 것이다. 정치경제학자들은 중농주의자들의 토지 소유 여부를 부의 원천으로 여기는 이론에 반하여 노동 가치론을 제안했다. 처음 존 로크가 도입하여 애덤 스미스와 카를 마르크스가 발전시킨 이 이론에 의하면 노동이 실제 부의 원천이다. 정치경제학자들은 또한 기술의 가속하는 발전 속도를 관찰하여 기술이 경제·사회 관계에 끼치는 영향력이 증가할 것이라고 예견하였다.
19세기 말 "정치경제학"이라는 용어는 경제학이라는 용어로 대체되었는데 이 새로운 학문은 수학적·통칙적 규칙에 근거하여 경제를 연구하며 생산과 소비의 구조적 관계를 등한시하였다.
오늘날 정치경제학은 경제적 행태를 연구하는, 서로 밀접하게 연관되어 있으면서 조금씩 다른 접근법을 일컫는다. 이들 접근법은 경제학을 타 학문과 섞어 연구하는 것에서부터 주류 경제학의 근본 전제에 도전하는 방법론들에 이르기까지 다양하다.
- 정치경제학은 일반적으로 경제학과 법학 그리고 정치학에 기원을 둔 학제적인 연구 분야를 지칭한다. 이러한 접근법은 정치 기관과 정치 환경이 시장 행동 양태에 끼치는 영향을 이해하고자 한다.
- 정치학과 사회과학 일반 내부에서 이 표현은 국가간의 경제·정치적 권력 관계에 관한 일련의 근대적 자유주의·현실주의·마르크스주의·구성주의(constructivist) 적 이론들을 칭한다. 이것은 또한 경제사와 기관 경제학의 학생들에게 중요한 문제이기도 하다.
- "국제정치경제학"은 국제 무역과 finance 그리고 국제 무역에 영향을 끼치는 국가의 통화·금리 정책등을 궁리하며 여러 방향으로 나아가는 학제적 분야이다. 미국에 있어서 이들 분야는 학술지 International Organization과 연관되어 인식된다. 이 학술지는 1970년대 Robert Keohane와 추후 Peter J. Katzenstein 과 Steven Krasner의 편집 활동 아래 국제정치경제학의 주류로 자리잡았다. 이밖에 영국과 미국 학자들이 편찬하는 The Review of International Political Economy가 있다.
- 타 사회과학 계열, 특히 인류학, 사회학 그리고 지리학자들에게 있어서 "정치경제학"이라는 용어를 사용하는 것은 이들이 앙드레 군더 프랑크와 임마누엘 월러슈틴 등의 신마르크스주의자들이 주창하는 개발성과 개발도상성에 대한 이해를 지지한다는 것을 뜻한다.

## 같이 보기
- 경제사회학
- 집단 행위
- 헌법 경제학
- 제도경제학
- 토지가치세
- 임대법
- 마르크스주의 경제학
- 자본주의에 대한 다양한 관점
- 정치생태학
- 사회 자본
- 폴 A. 바란
- 존 R. 커먼스
- 전미경제연구소